# The Monument (film 1913)
The Monument è un cortometraggio muto del 1913 scritto e diretto da Anthony O'Sullivan.

## Produzione
Il film fu prodotto dalla Biograph Company.

## Distribuzione
Distribuito dalla General Film Company, il film - un cortometraggio di 100 metri - uscì nelle sale cinematografiche USA il 2 agosto 1913. Nelle proiezioni, veniva programmato con il sistema dello split reel, accorpato in un'unica bobina con un altro cortometraggio prodotto dalla Biograph, il drammatico When Love Forgives.
Non si conoscono copie ancora esistenti della pellicola che viene considerata presumibilmente perduta.